# A Hymn of St Columba
A Hymn of St Columba è una composizione per coro e organo di Benjamin Britten, scritta nel 1962. Britten mise in musica un inno in latino di San Columba, il fondatore dell'Abbazia di Iona. È stato pubblicato da Boosey & Hawkes.

## Storia
Britten compose A Hymn of St Columba il 29 dicembre 1962. Scrisse il lavoro dietro commissione per commemorare il 1400º anniversario di un viaggio di Columba dall'Irlanda all'Isola di Iona, dove fondò l'Abbazia di Iona e da dove partì come missionario nelle Highlands della Scozia. Britten adattò un inno a lui attribuito, in tre stanze di cinque versi ciascuna. Il primo verso, "Regis regum rectissimi", tradotto liberamente in "Re dei re e dei signori altissimi", è anche l'ultimo verso di tutte e tre le strofe. Il testo riflette il giorno del giudizio, simile alla sequenza del Dies irae, prima in ansia, infine in una prospettiva di riposo dopo che i desideri terreni saranno terminati.
A Hymn of St Columba è dedicato a Derek Hill che lo commissionò. Fu pubblicato da Boosey & Hawkes. È stato presentato per la prima volta all'aperto a Churchill, nella Contea di Donegal, dove si dice che Columba abbia predicato, ma non era facilmente udibile a causa del forte vento. Il lavoro è stato registrato più volte.

## Analisi musicale
La musica di A Hymn of St Columba segue la tradizione della musica della Chiesa anglicana, con caratteristiche personali aggiunte. È adatto come introito o anthem in servizi come commemorazioni di San Colombano, Ognissanti e Giorno della memoria. La durata è indicata da due a tre minuti.
La musica composta per un coro a quattro parti e un organo. Britten esordisce creando l'atmosfera della paura per il giorno del giudizio, con un ostinato nel pedale, che ricorre per tutto il brano, anche nelle tastiere. Le voci iniziano con un verso all'unisono, che poi riappare alla fine come un canone delle voci acute e delle voci basse. Alla fine, la linea di apertura è cantata in pianissimo, rivolgendosi al "Re dei Re" con "soggezione silenziosa", come descrive Paul Spicer. Quando Britten diresse il lavoro, volle che fosse cantato "con fuoco".

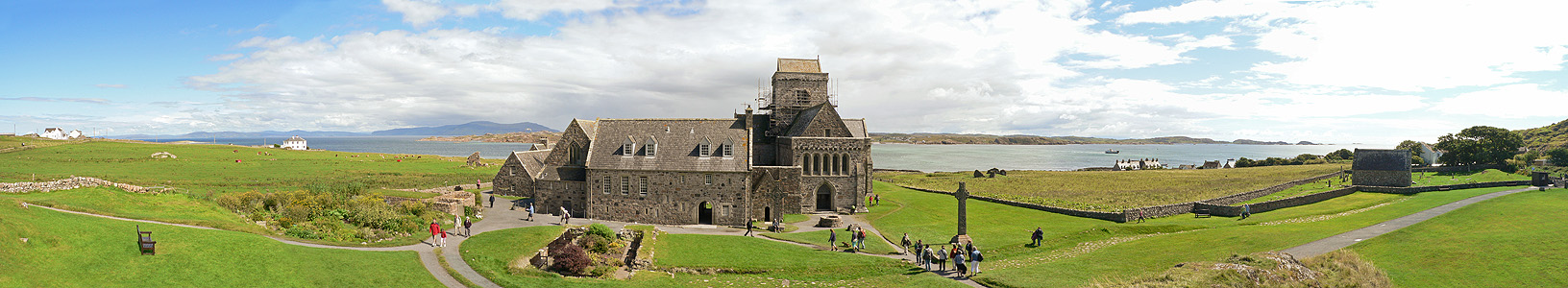
Panorama di Iona Abbey